# Pan et Daphnis
Pan et Daphnis (en italien : Pan e Dafni) est une sculpture romaine en marbre représentant le dieu Pan enseignant au jeune Daphnis à jouer de la flûte. L'oeuvre, qui provient de la collection Farnèse, est conservée au Musée archéologique national de Naples.

## Description
Le groupe sculptural en marbre blanc mesure 158 centimètres de haut. Il représente la divinité hellénique Pan apprenant à jouer de la flûte (syrinx) au berger Daphnis. Dieu de la faune, des bergers et du jeu de flûte, Pan est à droite du jeune homme, le torse tourné vers lui. Sa figure est traditionnellement représentée avec des cornes, une barbe et des pieds de chèvre. Dans la mythologie grecque le jeune Daphnis avait une beauté incroyable. La sculpture incarne les motifs de l'homoérotisme (Pan et son éromène Daphnis), de la nature, de la poésie et de la mort tragique,,.

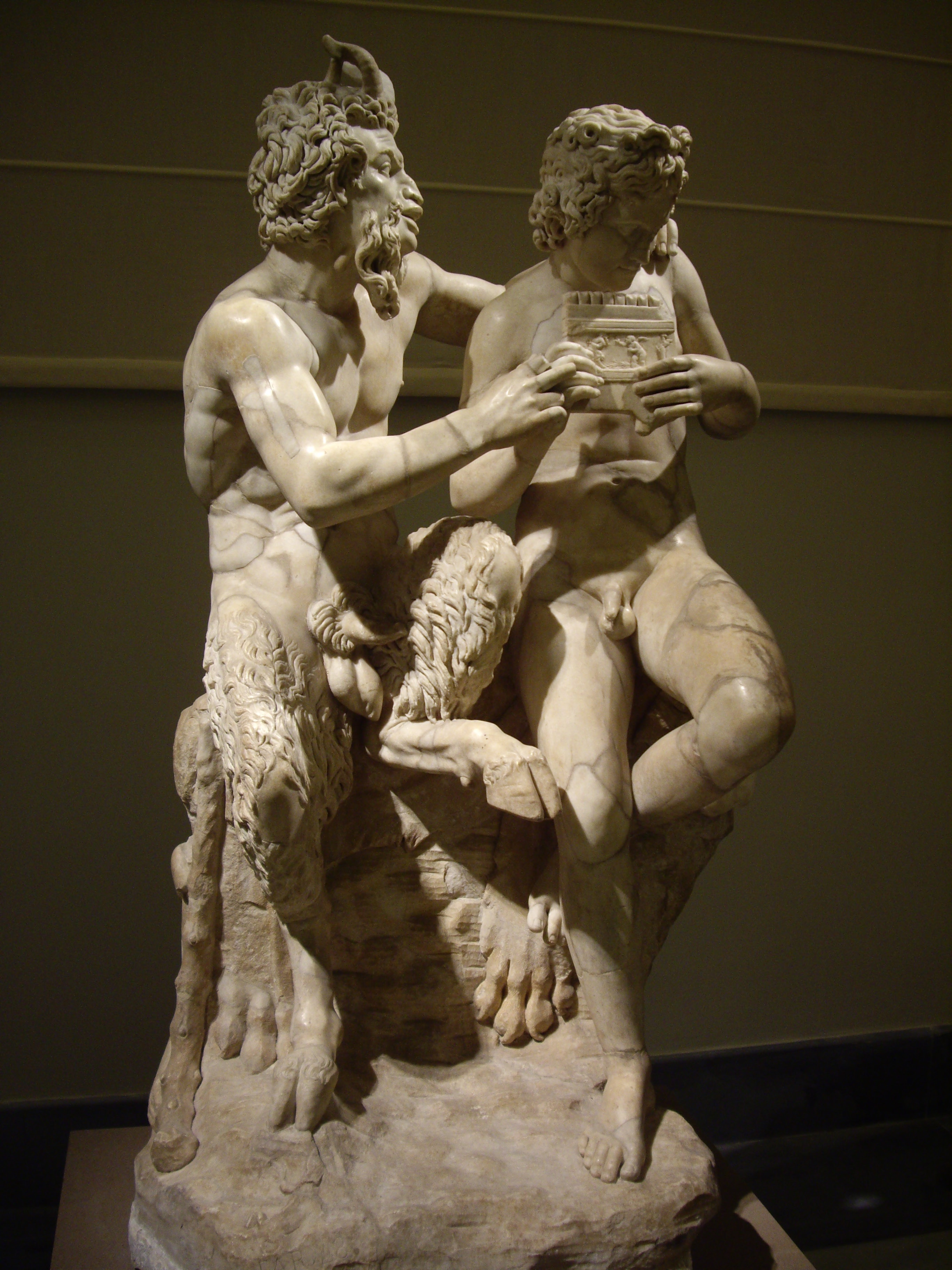
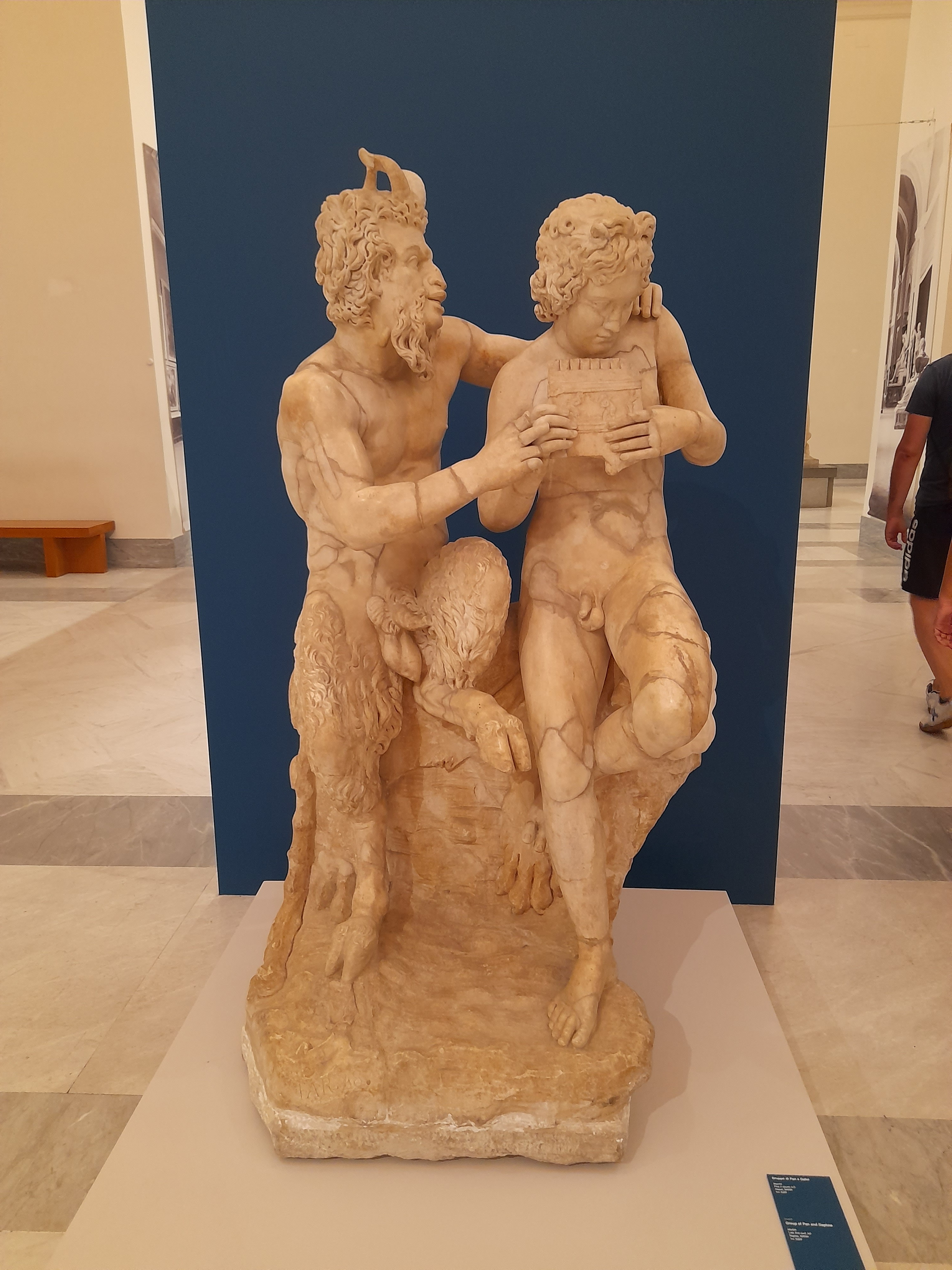
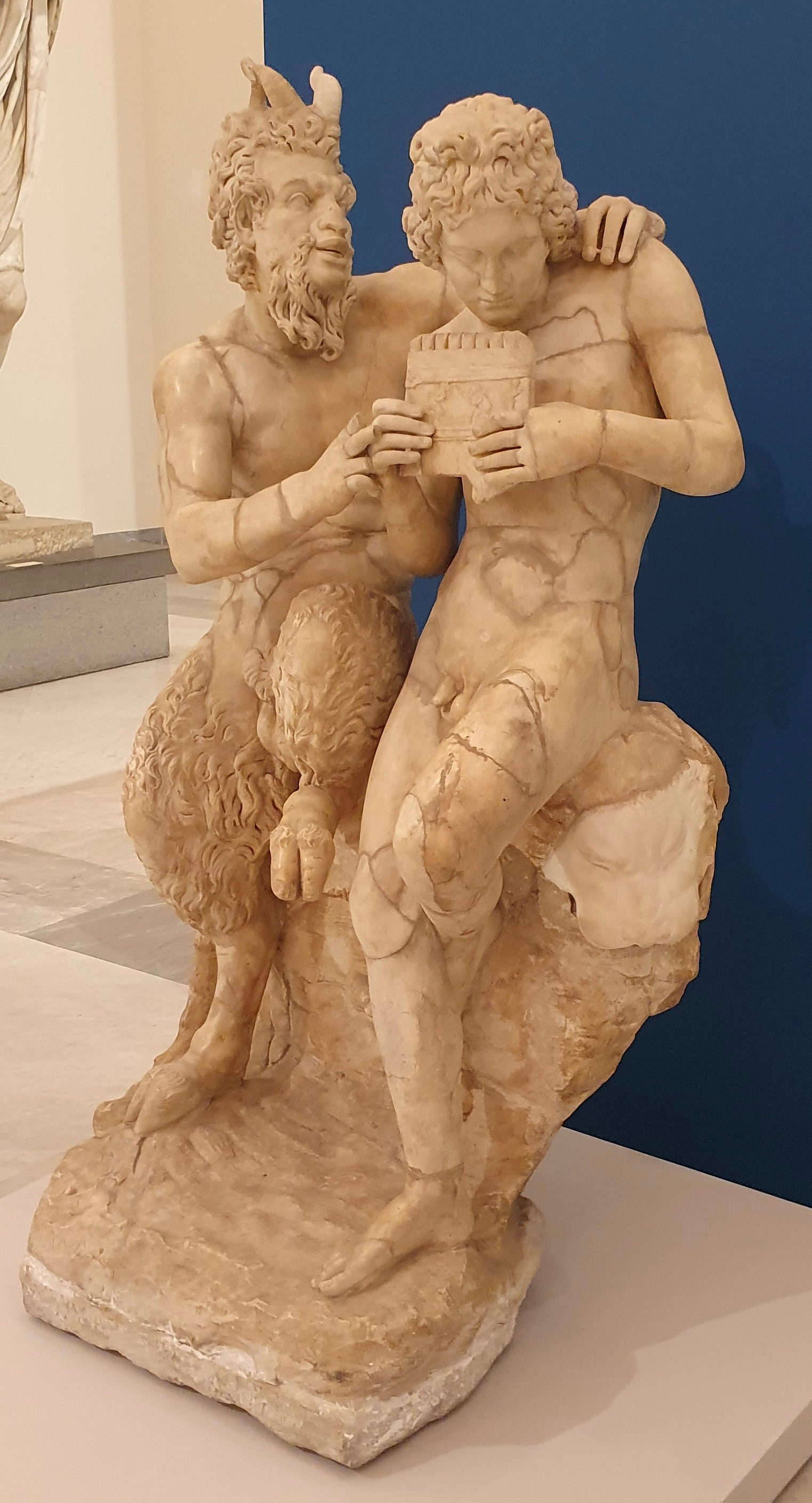
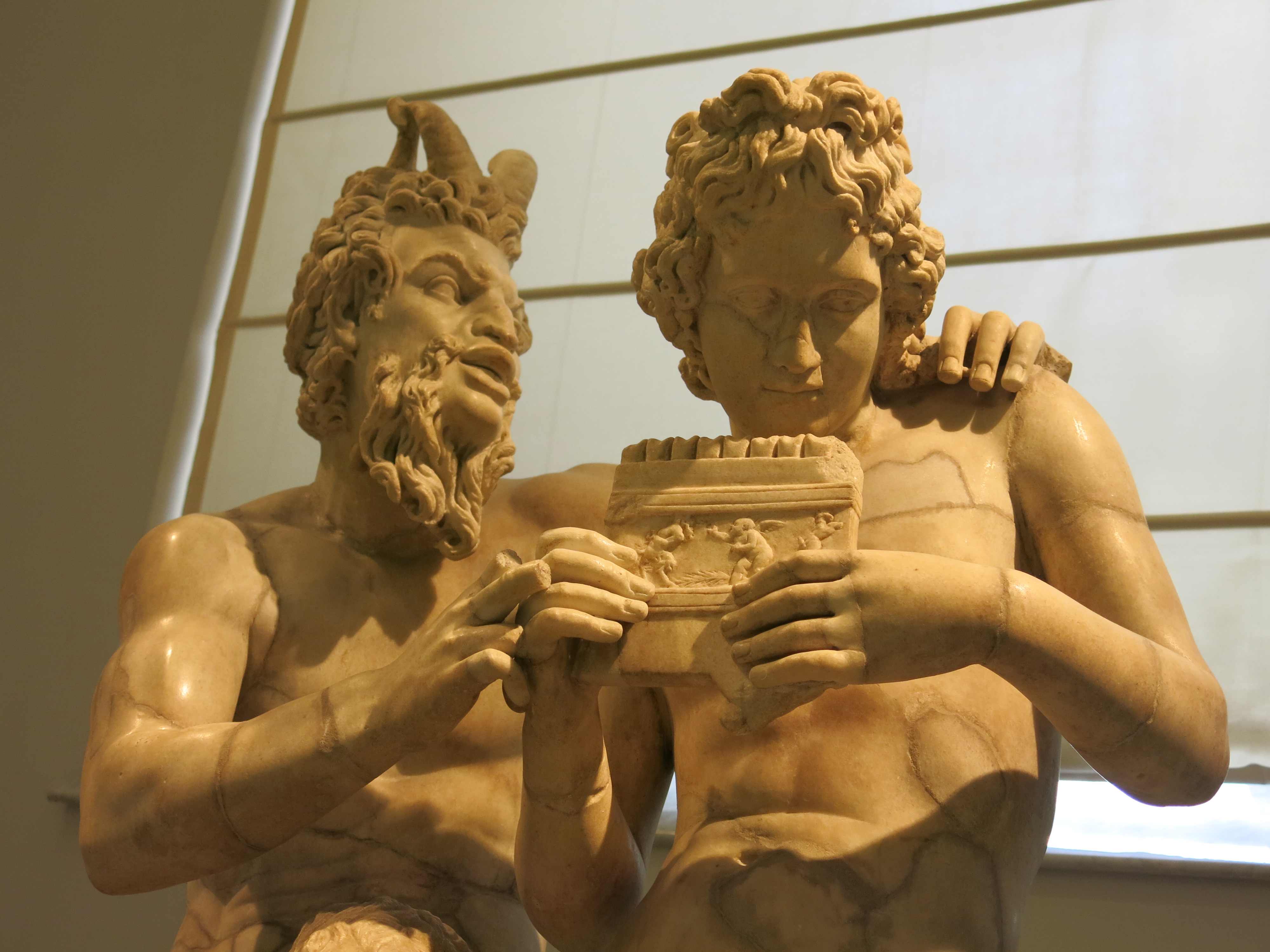

## Histoire
L'original grec, créé vers le IIe siècle av. J.-C., est attribué au sculpteur Héliodore de Rhodes : cette copie romaine a été réalisée au Ier siècle,,.
La composition sculpturale provient de la collection de la famille Farnèse. Initialement, on l'interpréta aussi comme une image de Marsyas et de son disciple Olympos (fils de Méon). En 1870, une partie de la collection Farnèse fut transférée au Musée national de Naples, récemment transformé. Là, la sculpture de Pan et Daphnis était placée dans le fameux Cabinet secret, qui abritait des objets d'art érotiques.

## Influence
D’autres copies romaines de l’original grec antique sont connues. L'une se trouve à la Galerie des Offices à Florence (ayant fait partie des collections Médicis), une autre à la Fondation Torlonia (ancienne collection Albani), et la troisième au Palais Altemps à Rome (provenant de la collection du cardinal Federico Cesi-Aldobrandini-Ludovisi),,.

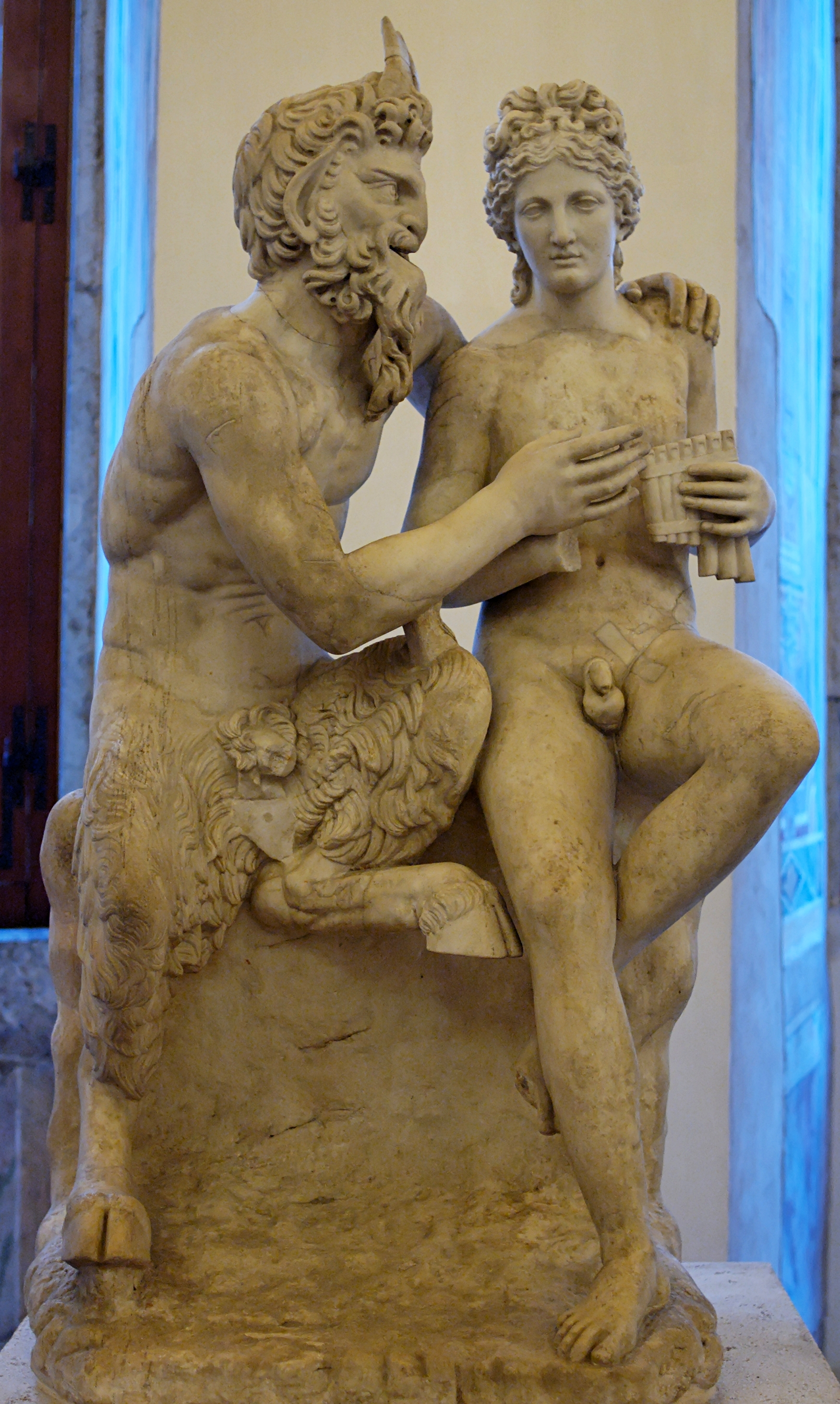
Pan et Daphnis. IIème siècle. Palais Altemps, Rome
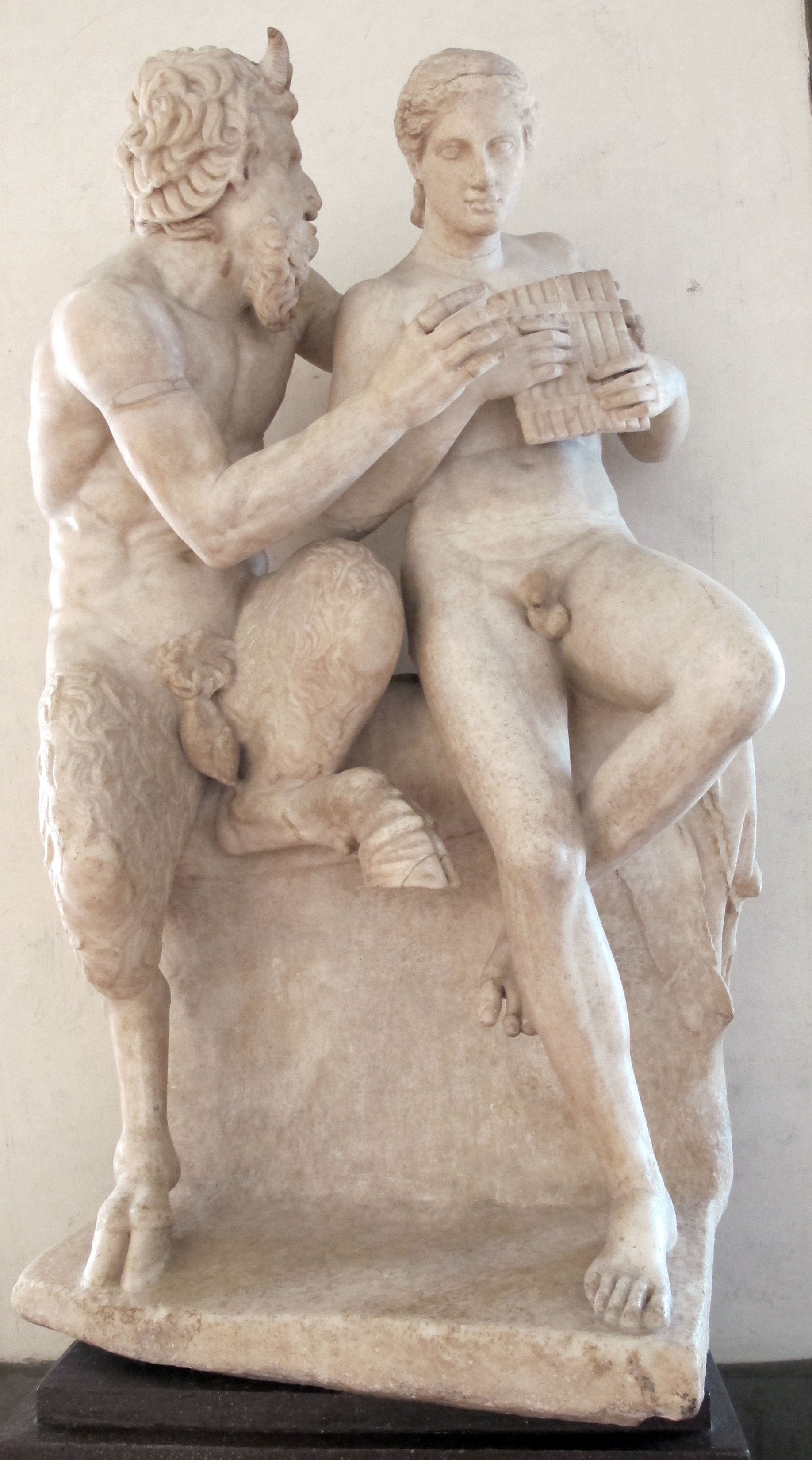
Pan et Daphnis. IIème siècle. Offices, Florence
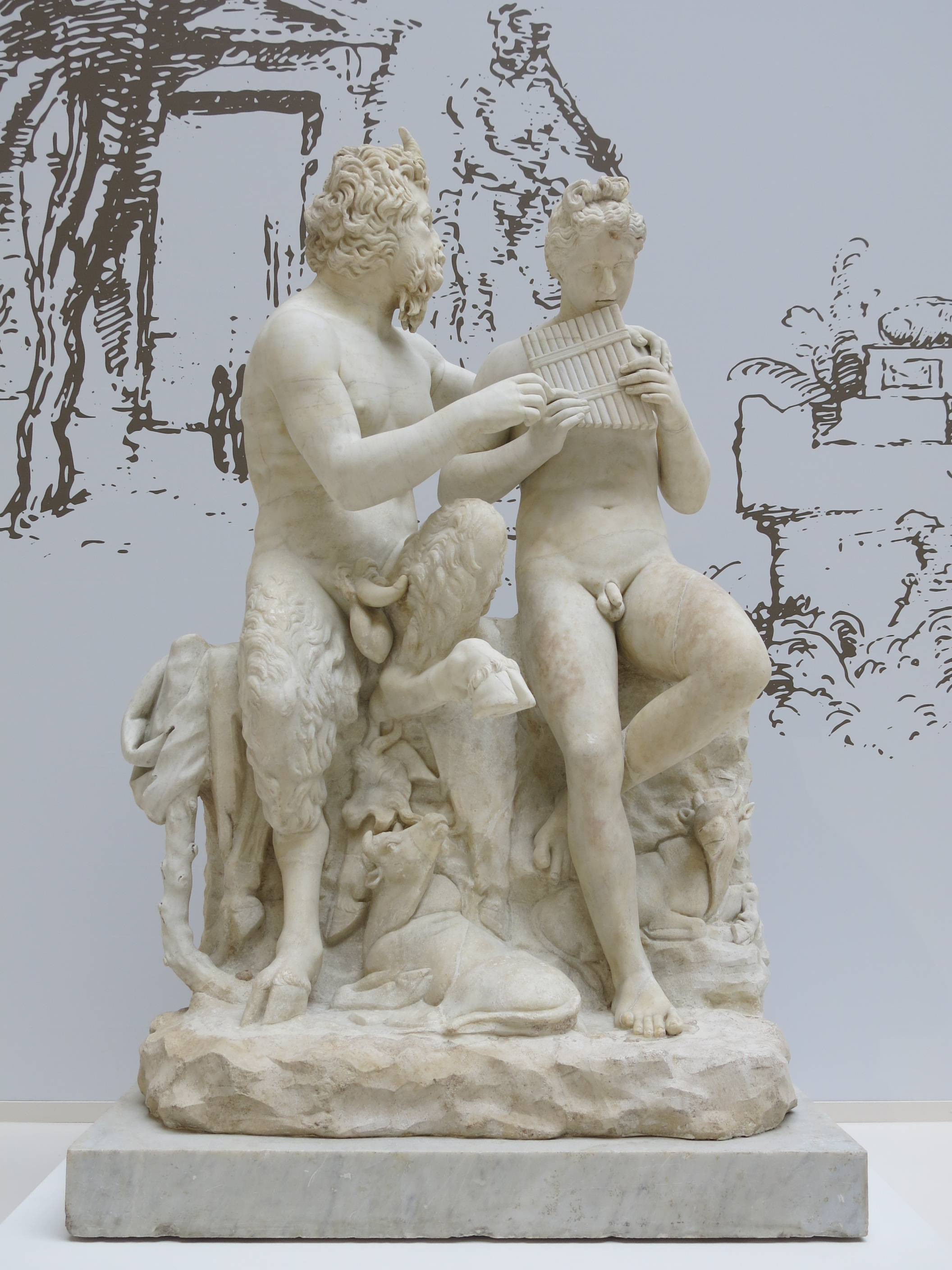
Pan et Daphnis. IIème siècle. Fondation Torlonia, Rome

 Dans les années 1540-1580, une gravure fut réalisée pour le « Speculum Romanae Magnificentiae » basée sur ce dernier, qui est cependant plus proche de la composition napolitaine,. Annibale Carracci, s'inspirant des sculptures de la collection Farnèse, créa à la fin des années 1590 le tableau Marsyas et Olympos, aujourd'hui conservé à la National Gallery de Londres. Le Kunsthistorisches Museum de Vienne abrite une statuette en bronze, réalisée comme copie de la sculpture vers 1550.

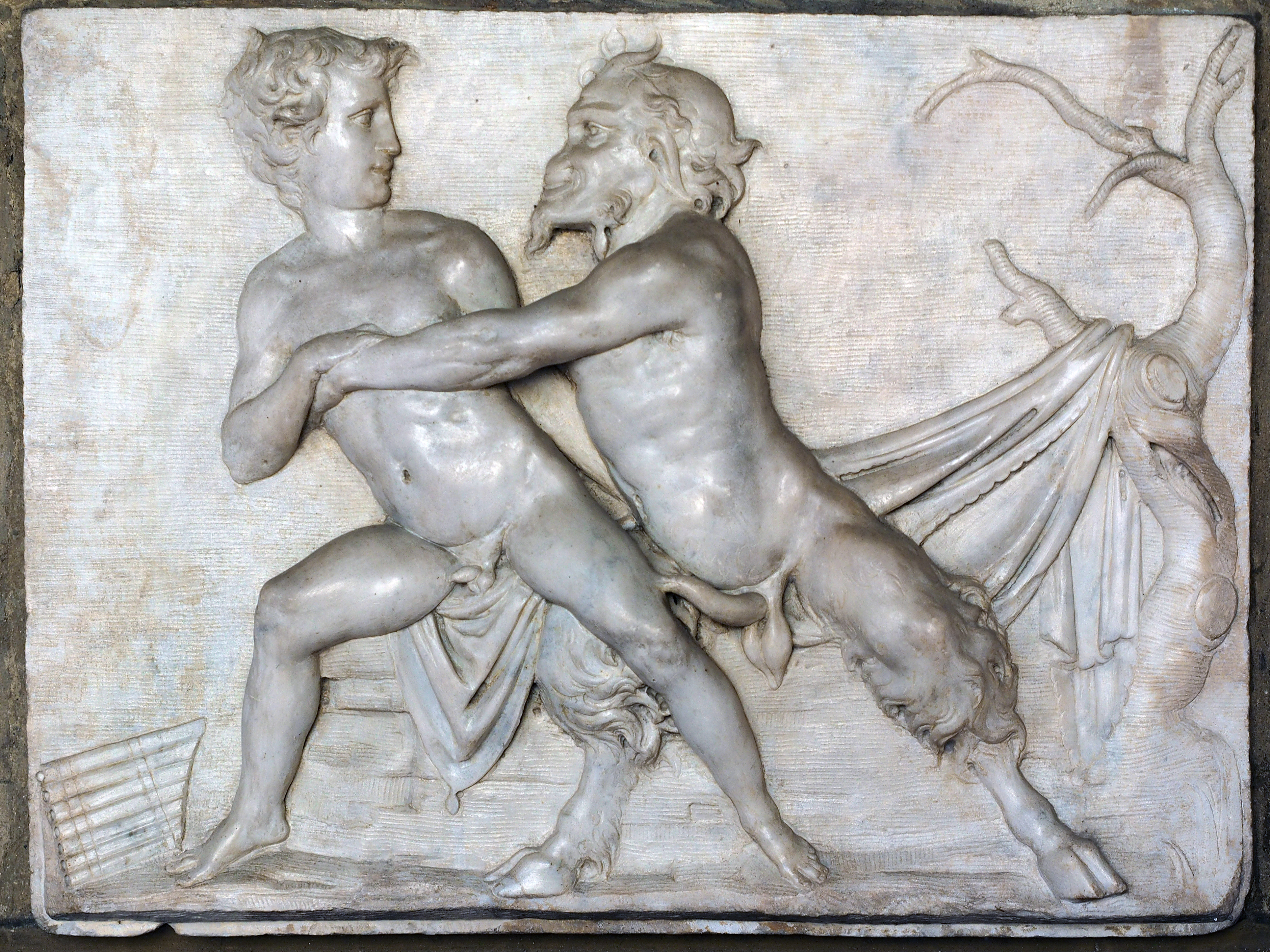
Pan et Olympos. Pierino da Vinci. 1550-1560, Musée du Bargello, Florence
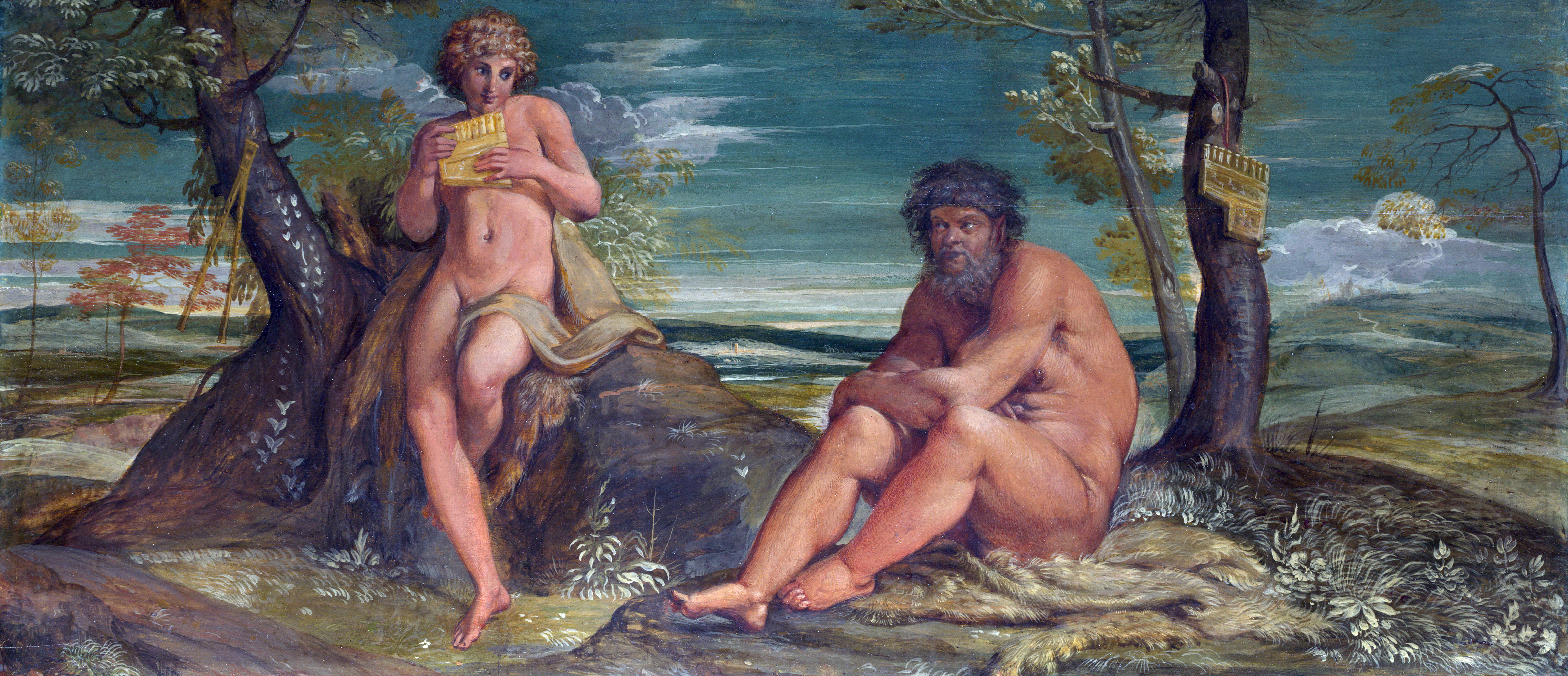
Marsyas et Olympos. Annibale Carrache. Années 1590, National Gallery de Londres
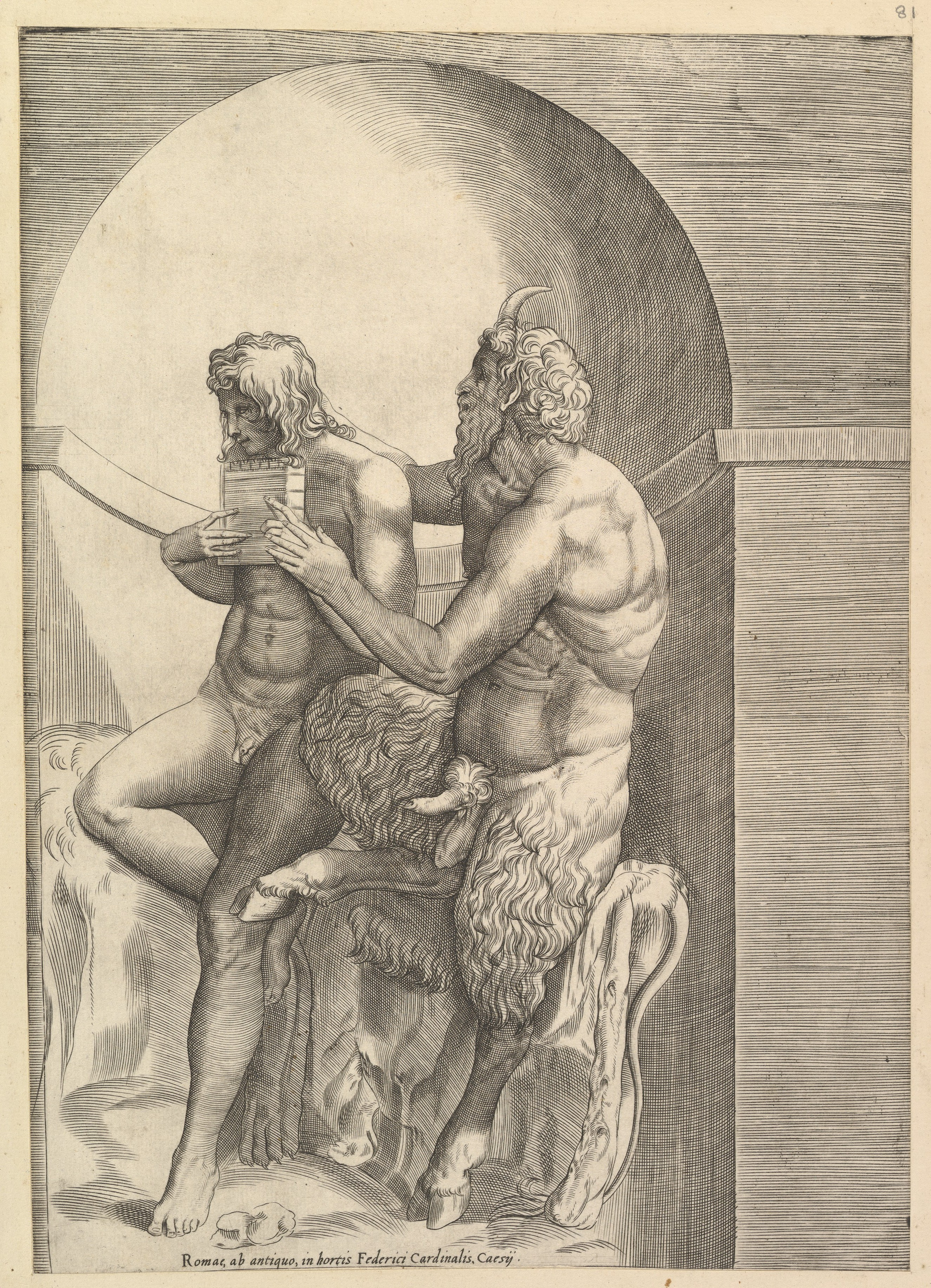
"Speculum Romanae Magnificentiae". 1540-80, Metropolitan Museum of Art